# California Cuisine

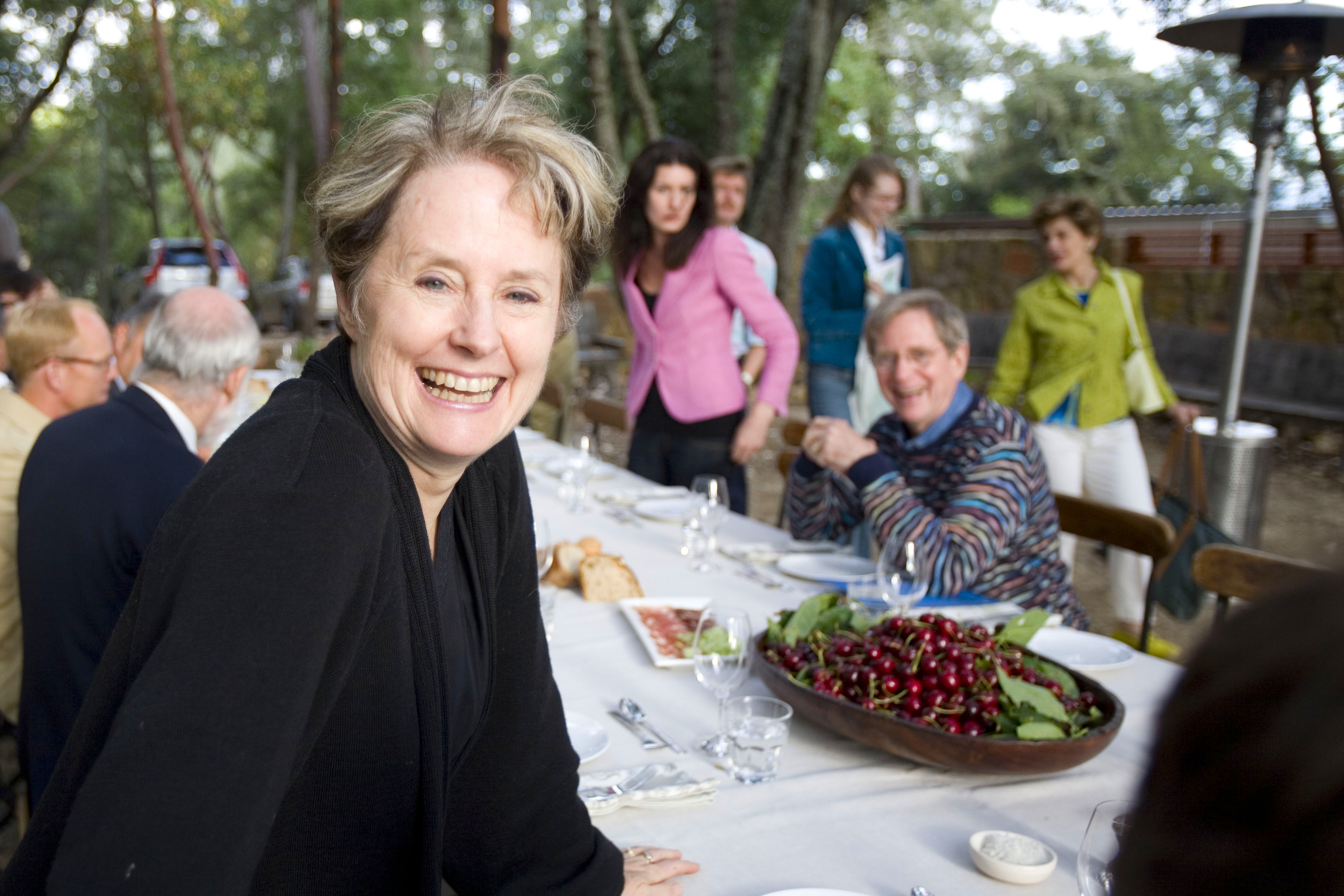
Alice Waters, 2007 – sie gilt als eine der prominentesten Vertreterinnen der California Cuisine

California Cuisine ist eine Kochrichtung, die Kochstile und -zutaten unterschiedlicher Esskulturen miteinander verbindet und Wert auf die Verwendung frischer, saisonaler Zutaten aus der Region legt. Der Ursprung der California Cuisine wird auf Alice Waters zurückgeführt, die in den 1970er Jahren das kalifornische Restaurant Chez Panisse in Berkeley gründete. Nach Experimenten mit unterschiedlichen Kochstilen betonte Alice Waters zunehmend die Verwendung regionaler Zutaten. Typisch für diesen Kochstil ist die Verwendung von Meeresfrüchten und frischen Gemüsen, die nur leicht gekocht werden, sowie der Einsatz von frischen Früchten und Kräutern, die lokal bezogen werden können.

## Hintergrund
Mehrere Köche haben erheblich zum Erfolg der California Cuisine beigetragen. Dazu zählt Jeremiah Tower, der eine Zeitlang Chefkoch des Restaurants Chez Panisse in Berkeley, Kalifornien gewesen ist. Er führte in Kalifornien sehr erfolgreich mehrere Restaurants. Zu den Anhängern der Cuisine California wird auch der Österreicher Wolfgang Puck gezählt, der unter anderem prominente Veranstaltungen – wie Partys anlässlich der Oscar-Verleihung – veranstaltete. Alice Waters gilt jedoch nach wie vor als die prominenteste Vertreterin dieser Küchenrichtung.